# Thorellius intrepidus
El escorpión o alacrán marrón (Thorellius intrepidus) es un arácnido perteneciente a la familia Vaejovidae del orden Scorpiones. Esta especie fue descrita por Thorell en 1876. El nombre del género Thorellius es patronímico en honor al aracnólogo Tord Tamerlan Teodor Thorell (1830-1901). El nombre específico intrepidus proviene del latín y significa “inquebrantable o sin temor”.

## Clasificación y descripción
Es un alacrán perteneciente a la familia Vaejovidae del orden Scorpiones. Esta especie fue descrita por Thorell en 1876. De color marrón óxido; el borde anterior del carapacho carece de hendidura conspicua, si está presente nunca se extiende hacia los ojos laterales, zona media recta o con muescas sutiles y anchas; quelas pálidas, color óxido, basitarso de la pata III con 9 macrosetas retroventrales completamente desarrolladas; segmentos metasomales I-III con una carina ventromedial usualmente lisa a granular, carina de la quela usualmente lisa a fuertemente jaspeada; dedo móvil de la quela con dobles dentículos basales prolaterales; serrula con 26 dientes; patela del pedipalpo con 20 tricobotrias; las quillas caudales inferiores aunque bien expresadas, se describen como subcrenuladas, excepto las quillas medianas de los segmentos 1, 2 y 3 que son lisas, las de la tercera son subcrenuladas solo en la parte posterior; los dientes pectinales son de 22-25 en machos y de 21-22 en hembras.

## Distribución
Esta especie es endémica de México y se distribuye en los estados de Sinaloa, Colima, Guerrero, Jalisco, Michoacán, Nayarit, Veracruz.

## Ambiente
Es de ambiente terrestre. Las especies del género Thorellius son consideradas de hábitos pelófilos debido a que construye sus galerías en suelos compactos, se les puede encontrar bajo piedras y el tipo de hábitat que ocupan es el de bosque caducifolio subtropical se les puede encontrar desde el nivel del mar hasta los 1700 m s. n. m.

## Estado de conservación
Hasta el momento en México no se encuentra en ninguna categoría de protección, ni en la Lista Roja de la IUCN (International Union for Conservation of Nature) ni en CITES (Convención sobre el Comercio Internacional de Especies Amenazadas de Fauna y Flora Silvestres).